# Andrakammarvalet i Sverige 1890
Andrakammarvalet i Sverige 1890 hölls i Sverige 1890.

## Valsystem
Valsättet var en blandning av indirekta och direkta val. I 108 av landsbygdens 147 valkretsar tillämpades direkta val och detsamma gällde de 41 stadsvalkretsarna. Resterande 39 landsbygdsvalkretsar tillämpade alltså indirekta val, vilka utfördes av elektorer. Stadsvalkretsarna valde totalt 81 ledamöter. Dessa var i regel enmansvalkretsar med undantag för de största städerna som fick fler mandat, dessa var; Stockholm (24 mandat), Göteborg (10 mandat), Malmö (4 mandat), Norrköping (3 mandat), Gävle (2 mandat), Uppsala (2 mandat) och Karlskrona (2 mandat). Alla landsbygdsvalkretsar hade ett mandat var.
Rösträtt till andra kammaren hade män som var över 21 år och hade inkomst på minst 800 kronor per år eller ägde en fastighet taxerad till minst 1 000 kronor, eller arrenderade en fastighet taxerad till minst 6 000 kronor. För att vara valbar skulle man ha fyllt 25 år och bo i valkretsen. Av folkmängden den 31 december 1889, 4 774 409, hade 288 096 (6,0 %) rösträtt.

## Valresultat
Valet innebar en seger för frihandelsvännerna som återtog de viktiga mandaten i Stockholm och en majoritet i andra kammaren. För den protektionistiske statsministern Gustaf Åkerhielm blev läget mer pressat, även om första kammaren fortfarande hade en klar tullvänlig majoritet. Valdeltagandet ökade något.

### Partivis
Siffrorna avser de sammanlagda röstetalen för riksdagsledamöter som tillhörde respektive parti under riksdagen 1891 och baseras, liksom antalet mandat, på uppgifter om riksdagsledamöters partitillhörighet från bokserien Tvåkammarriksdagen 1867–1970. Röstetalen på valkretsnivå är hämtade från SCB. I stadsvalkretsar med flera mandat har röstetalen skattats . Det ska också påpekas att partigrupperingarna var relativt diffusa och att partibyten inte var ovanliga.
| Parti                | Parti                  | Röstfördelning | Röstfördelning | Mandat | Mandat |
| Parti                | Parti                  | Röster         | Elektorer      | Antal  | +/-    |
| -------------------- | ---------------------- | -------------- | -------------- | ------ | ------ |
|                      | Nya lantmannapartiet   | 20 099         | 605            | 88     | -27    |
|                      | Gamla lantmannapartiet | 22 570         | 313            | 70     | +16    |
|                      | Centern                | 8 456          | 0              | 33     | +25    |
|                      | Stockholmsbänken       | 1 346          | 0              | 4      | nytt   |
|                      | Obundna                | 8 463          | 28             | 33     | -12    |
|                      | Övriga                 | 35 402         | 325            | -      | -      |
| Antal giltiga röster | Antal giltiga röster   | 96 336         | 1 271          | 228    | +6     |
| Ogiltiga röster      | Ogiltiga röster        | 1 433          | 12             |        |        |
| Totalt               | Totalt                 | 97 769         | 1 283          |        |        |

### Ideologisk tillhörighet
|                  | Röster (%) | Mandat | +/- |
| ---------------- | ---------- | ------ | --- |
| Frihandlare      | 57,3       | 72     | -31 |
| Högerfrihandlare | 57,3       | 68     | +68 |
| Protektionister  | 42,7       | 88     | -31 |
| Totalt           | 100,0      | 228    | +6  |

### Valdeltagande

#### Antal
|              | Direkta val | Indirekta val | Samtliga val |
| ------------ | ----------- | ------------- | ------------ |
| Städerna     | 33 933      | -             | 33 933       |
| Landsbygden  | 63 836      | 13 127        | 76 963       |
| Hela Sverige | 97 769      | 13 127        | 110 896      |

#### Andel
|              | Direkta val | Indirekta val | Samtliga val |
| ------------ | ----------- | ------------- | ------------ |
| Städerna     | 59,4        | -             | 59,4         |
| Landsbygden  | 37,1        | 22,2          | 33,3         |
| Hela Sverige | 42,7        | 22,2          | 38,5         |

### Fotnoter
1. ↑  Riksdagsordningen 1866
2. ↑  I dessa valkretsar har ett partis röstetal dividerats på antalet röster varje väljare hade att ge. Annars skulle dessa valkretsar överrepresenteras kraftigt i röstfördelningen.
3. ↑  The Swedish electorate 1887-1968, Almqvist & Wiksell
4. ↑  Riksdagen genom tiderna,  Almqvist & Wiksell international